# آچالادر (دژ)

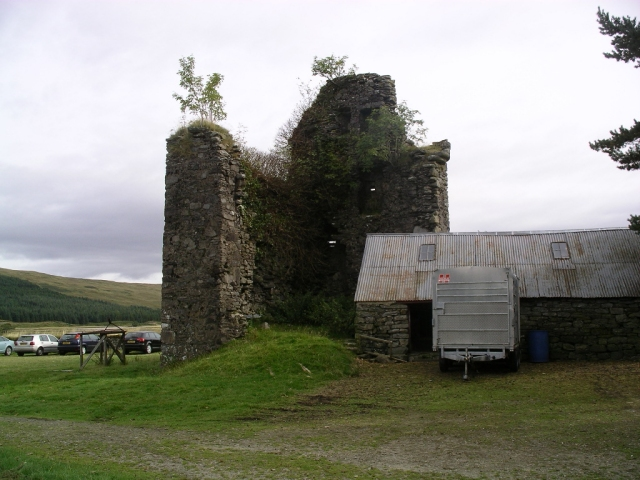
دژ آچالادِر

دژ آچالادِر دژی در اسکاتلند است و از دسته دژهایی است که در قرن شانزدهم میلادی دچار خرابی‌هایی گردید. ریشه نام دژ آچالادِر از زبان گالیک اسکاتلندی مشتق می‌شود. اصالتاً این برج در گذشته متعلق به خانواده فلچر بود. در سال ۱۶۰۳ میلادی خاندان اسکاتلندی مک گروگور قلعه را به آتش کشیدند.